# Puerto Cuatreros
Puerto Cuatreros está ubicado en el pueblo de General Daniel Cerri, Bahia Blanca, Provincia de Buenos Aires (Argentina) en el estuario de la bahía Blanca.

## Historia
En el año 1900 la Compañía Sansinena le solicita al ingeniero Luis Augusto Huergo la construcción del mencionado puerto, el mismo estaba destinado para que desde allí se exportaran los productos elaborados en el frigorífico Sansinena. Fue inaugurado  en el expueblo de Cuatreros conjuntamente con la planta industrial  el 1 de octubre de 1903.
En 1951 tras la nacionalziación de los ferrocarriles se tendió una línea férrea desde “Cuatreros” a la localidad de Nueva Roma y paralelamente un ferrocarril interno de unos 3.7 km, que permitía transportar la producción desde las cámaras de frío hasta el muelle. Durante la gobernación de Domingo Mercante se agregaron instalaciones para la elaboración de harinas de carne, hueso y sangre seca, productos de cerdo como embutidos secos, frescos y cocidos, además de los cortes curados secos y cocidos, además de una profundización en el dragado del canal, modernizandose con el ingreso de buques de 30 pies de calado, duplicando las instalaciones del muelle de carga. El muelle se utilizó además para embarcar primero carnes y fruta proveniente del alto valle del Río Negro, y se mantuvo en actividad hasta 1962, cuando a raíz del Plan Larkuin fueron levantadas las vías que conectaban el puerto con las zonas productoras de carne en el interior provincial.
Su actividad perduró hasta el 8 de agosto de 1962 cuando el buque "Santa Teresita", cargó 115 toneladas de carne ovina congelada con destino al puerto de Buenos Aires, desde donde luego fueron embarcadas en una nave de mayor calado rumbo a Europa. Fue el último navío que sacó productos CAP directamente de Puerto Cuatreros. 
Sus instalaciones también fueron utilizadas por Lanera Argentina (exportar lanas lavadas a Europa),  La Scandia (manteca bahiense a Inglaterra) y la Argentine Fruit Distributors  (frutas que provenían del alto valle del Río Negro a Gran Bretaña, Francia, Holanda, Dinamarca, Bélgica, Suecia y Estados Unidos).
Durante 2004 el intendente de Bahía Blanca anunció la posibilidad de establecer un Parque Agroalimentario, para lo cual en 2008, compra la propiedad.

### La ciudad de los siete puertos
En un momento a la ciudad de Bahía Blanca se la conoció como "Puerta y puerto del sur argentino", también se la mencionó como la "La Nueva Liverpool", comparándola por su crecimiento, a partir de su puerto, con  aquella ciudad inglesa.
En una época fue llamada "Ciudad de los siete puertos", en referencia a la cantidad de muelles y estructuras marítimas que había en el estuario: Puerto Ingeniero White; Puerto Galván; Puerto Nacional; Puerto Cuatreros; Puerto Militar; Puerto Belgrano y Puerto Pareja.
A fin de la década del 60 las autoridades de la Planta CAP Cuatreros permiten que en el antiguo muelle instalen el Club de Pesca y Náutica Gral. Daniel Cerri.